# Badiac
Badiac (Badiak) ist eine osttimoresische Aldeia im Suco Manleuana (Verwaltungsamt Dom Aleixo, Gemeinde Dili) der Landeshauptstadt Dili. 2015 lebten in der Aldeia 908 Menschen.

## Geographie
Badiac liegt im Norden des Sucos Manleuana. Westlich liegt die Aldeia Lemocari, südlich die Aldeias Lisbutac und Lau-Lora, südöstlich die Aldeia Ramelau und östlich die Aldeia Mane Mesac. Im Norden grenzt Badiac an den Suco Comoro.

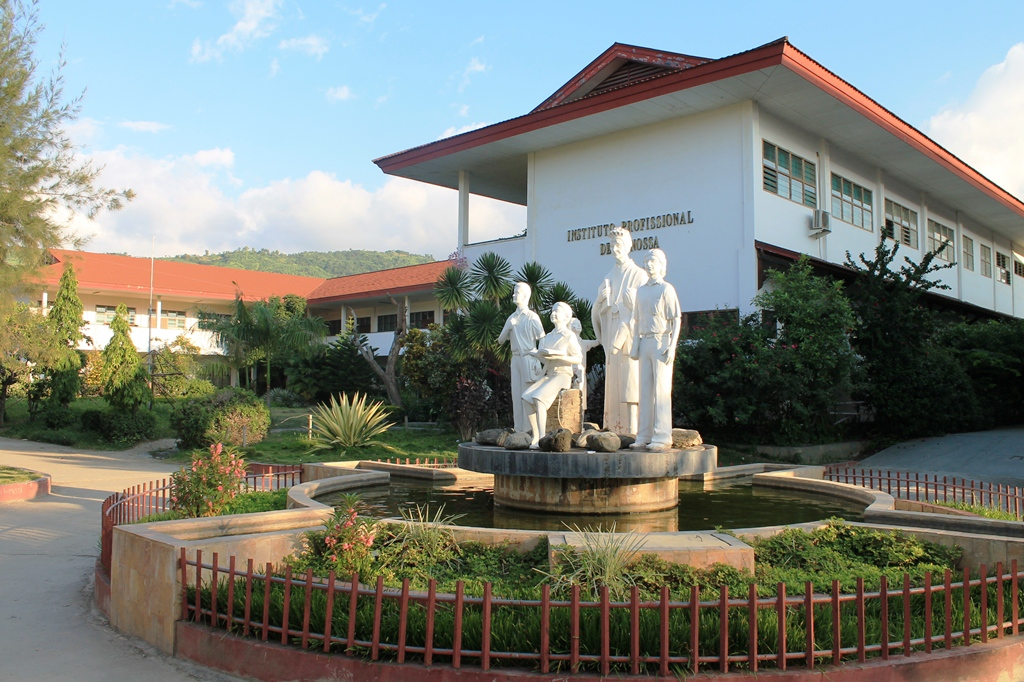
Instituto Profissional de Canossa
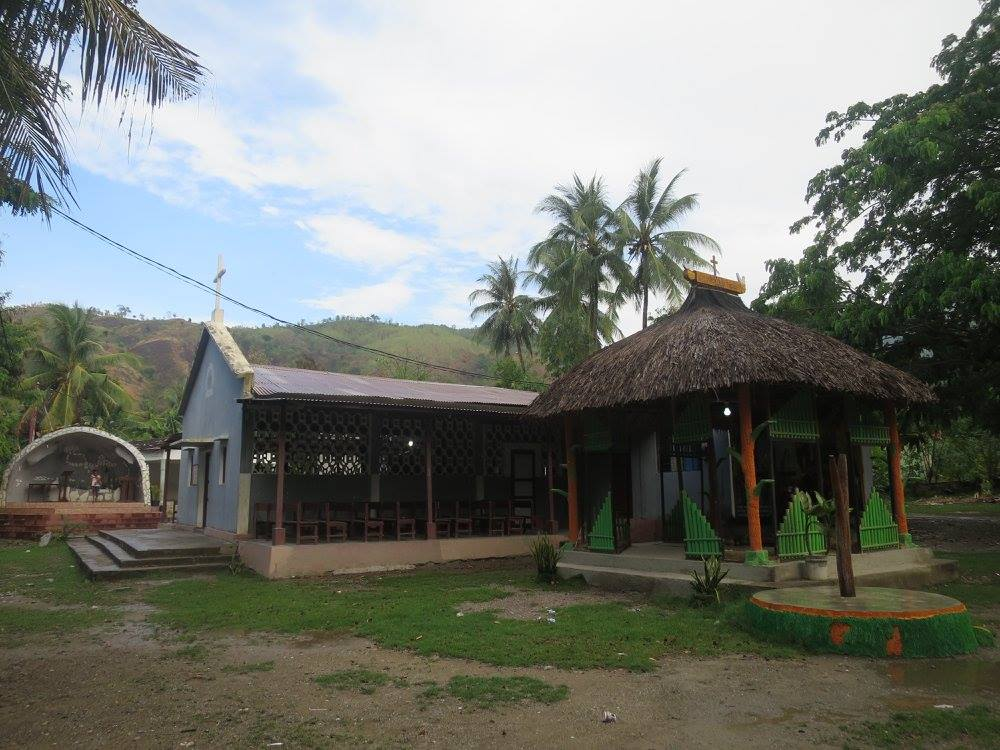
Missionsstation Manleuana

## Einrichtungen
Im Nordwesten von Badiac befindet sich die katholische Escola Santa Madalena de Canossa. Sie besteht aus einer Grundschule, einer Prä-Sekundarschule, einer Sekundarschule und dem Instituto Profissional de Canossa. Neben der Schule liegt das Convento das Madres Canossianas und die Missionsstation Manleuana.